# Dworczysko (wieś w gminie Giby)
Dworczysko – wieś w Polsce położona w województwie podlaskim, w powiecie sejneńskim, w gminie Giby.
| SIMC    | Nazwa    | Rodzaj    |
| ------- | -------- | --------- |
| 1011483 | Podlaski | część wsi |

Wieś położona w samym sercu Puszczy Augustowskiej, przepływa tamtędy rzeka Czarna Hańcza. Tędy także, podczas spływu kajakowego przepływał Karol Wojtyła. We wsi działa kilka pól namiotowych dla kajakarzy.
W latach 1975–1998 miejscowość należała administracyjnie do województwa suwalskiego.